# 40 Acres & A Mule Filmworks
40 acres and a Mule Filmorks – amerykańska wytwórnia filmowo-telewizyjna, założona w 1979 roku przez amerykańskiego reżysera Spike'a Lee.
Wytwórnia współpracowała z takimi czołowymi studiami filmowymi jak m.in. Columbia Pictures i Universal Studios.
Pod koniec 2021 r. studio podpisało wieloletnie partnerstwo z Netfliksem.

## Nagrody i wyróżnienia
- 2010: Nagroda Peabody Award dla filmu telewizyjnego If God Is Willing and da Creek Don't Rise[6].

## Wyprodukowane filmy
- 2006: When the Levees Broke
- 2006: Plan doskonały (ang. Inside Man)
- 2005: Jesus Children of America
- 2004: Sucker Free City
- 2004: Ona mnie nienawidzi (ang. She Hate Me)
- 2003: Good Fences
- 2002: 25th Hour
- 2002: Jim Brown All American
- 2001: Home Invaders
- 2000: Wykiwani (ang. Bamboozled)
- 2001: 3 A.M.
- 2000: The Original Kings of Comedy
- 2000: Love & Basketball
- 1999: The Best Man
- 1999: Summer of Sam
- 1998: He Got Game
- 1997: 4 Little Girls
- 1996: Get on the Bus
- 1996: Girl 6
- 1995: Clockers - na podstawie powieści Clockers
- 1995: Tales from the Hood
- 1995: New Jersey Drive
- 1994: Drop Squad
- 1994: Crooklyn
- 1992: Malcolm X - biograficzny o Malcolmie X
- 1991: Jungle Fever
- 1992: Mo' Better Blues
- 1989: Do the Right Thing
- 1988: School Daze
- 1986: She's Gotta Have It
- 1983: Joe's Bed-Stuy Barbershop: We Cut Heads